# 国鉄チサ800形貨車
国鉄チサ800形貨車（こくてつチサ800がたかしゃ）は、かつて日本国有鉄道（国鉄）の前身である鉄道省に在籍した22 t 積みの長物車である。
本形式と同様の経歴を持つチサ1000形及び本形式の種車となったチサ1300形、トチサ1500形についても本項目で解説する。

## チサ800形
樺太庁が汽車製造東京支店にて20 t 積み三軸長物車を1928年（昭和3年）10月に15両（チ1200 - チ1214）、1928年（昭和4年）7月に10両（チ1215 - チ1224）合計25両（チ1200 - チ1224）を製作した。形式名はチ1200形と定められ主に材木運搬に運用された。後に重量記号が追加され形式名はチサ1300形と改められた。
1943年（昭和18年）4月1日に樺太の内地編入に伴い、樺太庁から鉄道部門（樺太庁鉄道）が鉄道省（樺太鉄道局）に移管された。この際同時にチサ1000形（210両）、チサ1300形（25両）、トチサ1500形（90両）の3形式の車籍も鉄道省に編入された。3形式とも20 t 積み三軸車である。
1944年（昭和19年）9月に積載荷重が22 t 積みヘ変更され形式名もチサ800形（チサ800 - チサ824）と改められた。約16年の間に3回形式名が変更された為同一車でも時期によって形式名が変わるので調べものの際には注意する必要がある。
車体塗色は黒一色であり、寸法関係は一例として、全長は8,623 mm、全幅は2,620 mm、全高は2,650 mmである。
戦局の悪化により樺太は車両残留のまま放棄され1945年（昭和20年）に除籍となり形式消滅となった。

## チサ1000形
樺太鉄道が日本車輌製造、汽車製造大阪、木南車輛製造にて20 t 積み三軸長物車を1929年（昭和4年）から1941年（昭和16年）にかけて210両（形式名は不明｡車番は1030 - 1239）を製作した。後に重量記号が追加され形式名はチサ1000形と定められた。
樺太鉄道は1941年（昭和16年）4月に樺太庁に買収され国有化され1943年（昭和18年）4月1日に鉄道省（樺太鉄道局）に移管された。
1944年（昭和19年）9月に積載荷重が22 t 積みヘ変更され、番号整理も行われ「チサ1000 - チサ1209」と定められた。

### トチサ1500形→チサ1000形
樺太鉄道が日本車輌製造本店、支店にて20 t 積み三軸無蓋車兼用長物車を1934年（昭和9年）から2ロット90両（トチサ1500 - トチサ1549、トチサ1550 - トチサ1589）を製作した。
樺太鉄道は1941年（昭和16年）4月に樺太庁に買収され国有化され1943年（昭和18年）4月1日に鉄道省（樺太鉄道局）に移管された。
1944年（昭和19年）9月に積載荷重が22 t 積みヘ変更され、番号整理も行われ鉄道省には無蓋車兼用長物車の車両種別がなかった為チサ1000形（チサ1210 - チサ1299）に編入された。
以上合計300両（チサ1000 - チサ1299）の車両がチサ1000形として運用された。チサ1000形の車両は同一形式内でも出自の事情により外観が大きく異なる。
戦局の悪化により樺太は車両残留のまま放棄され1945年（昭和20年）に除籍となり形式消滅となった。